# Gilby Clarke
Gilby Clarke (født 17. august 1962) er en amerikansk guitarist og producer, født i Cleveland, Ohio, USA.
Clarke er delvist kendt for sin rolle som 2. guitarist/rytmeguitarist i bandet Guns N' Roses.
Clarke brugte hele sin barndom med at spille på forskellige musikinstrumenter og har spillet i bandet Kills For Thrills.